# Thomas Johann Seebeck
Pour les articles homonymes, voir Seebeck.
Thomas Johann Seebeck (9 avril 1770 à Tallinn (Empire russe) - 10 décembre 1831 à Berlin (Royaume de Prusse)), est un physicien prussien qui découvrit l'effet Seebeck en 1821.

## Biographie

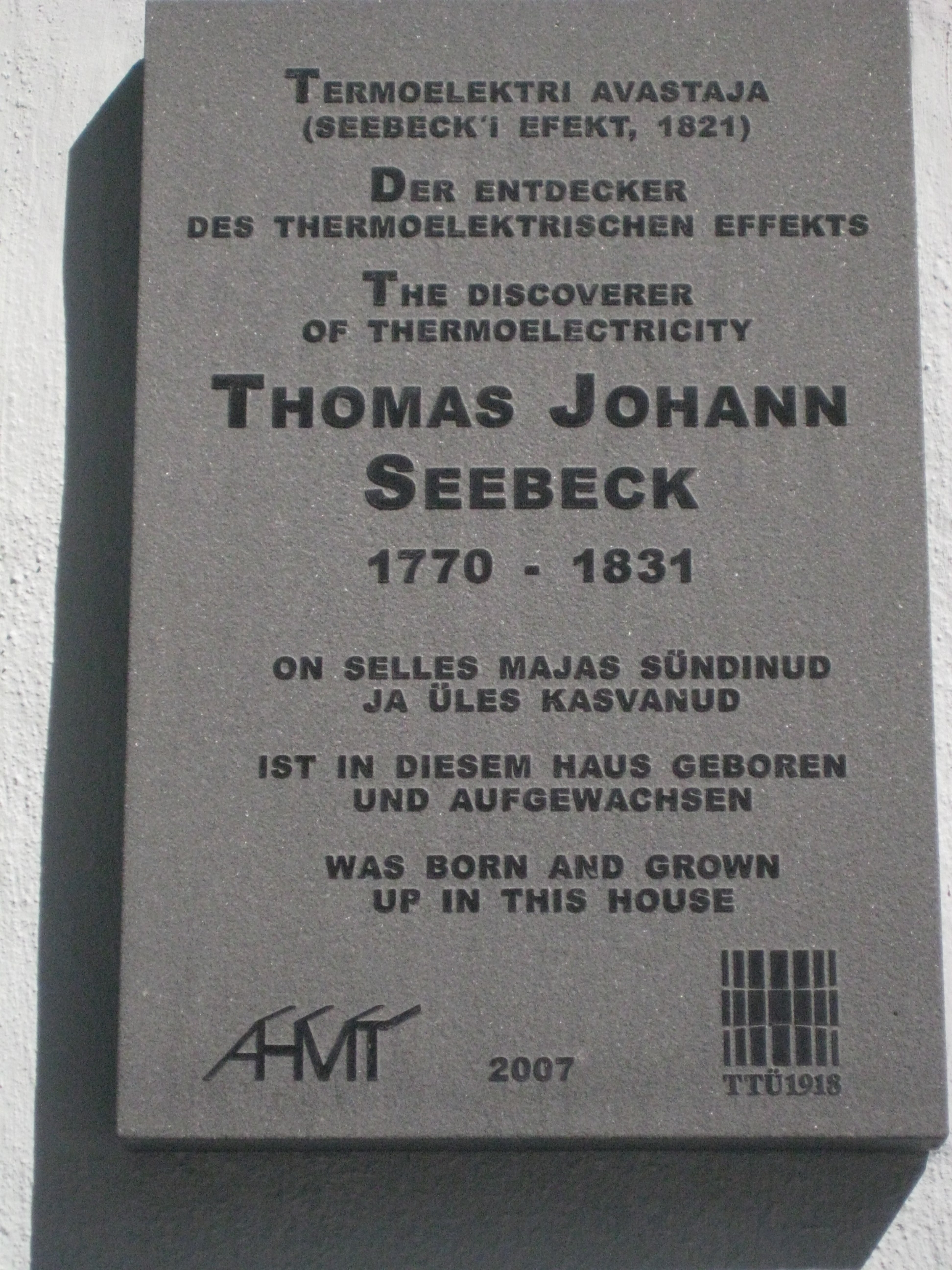
Épitaphe de Seebeck.

Thomas Johann Seebeck est né à Reval, ville du gouvernement d'Estonie, dans une famille de marchands allemande. En 1795, il épouse à Bayreuth Juliane-Amélie Boyé, une fille du conseiller prussien Moritz Boyé. Diplômé de médecine en 1802 à l'université de Göttingen, il est d'abord précepteur à Iéna, à Bayreuth (1810-1812) puis à Nuremberg et se consacre à l'étude des sciences expérimentales.
Il rencontra Goethe avec qui il travailla sur la théorie des couleurs et la sensation lumineuse : c'est ainsi qu'il étudia le rayonnement thermique des différentes raies du spectre de la lumière blanche. En 1808 il obtint le premier un amalgame de potassium et découvrit en 1810 la sensibilité d'une solution aqueuse d'oxyde argentique (étape essentielle vers la photographie couleur). La même année il découvrit les propriétés magnétiques du nickel et du cobalt, puis en 1818 l’activité optique (rotation du plan de polarisation) des solutions sucrées.
Il travailla ensuite à l'université de Berlin et s'y consacra à la magnétisation du fer et de l’acier par des bobines électriques. En 1821, il découvre l'effet Seebeck : une différence de potentiel apparaît à la jonction de deux matériaux lorsqu'ils sont soumis à un gradient de température. Cet effet est à la base de la génération d'électricité par effet thermoélectrique et de la mesure de température par thermocouples.
Il fut membre de l'Académie de Berlin en 1814.